# Austronevra bimaculata
Austronevra bimaculata är en tvåvingeart som beskrevs av Permkam och Albany Hancock 1995. Austronevra bimaculata ingår i släktet Austronevra och familjen borrflugor. Inga underarter finns listade.